# UNIFOR Hub
O Unifor Hub  é o Hub de inovação da Universidade de Fortaleza, cujo propósito é fomentar o desenvolvimento de startups e promover a cultura empreendedora entre os alunos e a comunidade acadêmica. Com uma abordagem interdisciplinar, o Unifor Hub busca integrar conhecimentos em ciência, tecnologia e empreendedorismo para criar soluções inovadoras que impactem positivamente a sociedade.
O Unifor Hub opera sob a coordenação de uma equipe multidisciplinar composta por profissionais especializados em empreendedorismo, inovação, gestão e áreas afins. Sua estrutura organizacional inclui departamentos responsáveis pela gestão de programas, relacionamento com startups, parcerias institucionais, comunicação e eventos. O programa auxilia na criação de empreendimentos inovadores por meio do uso e compartilhamento de áreas físicas, infraestrutura, recursos, facilidades, serviços e programas de apoio, além de contar com programas de metodologia e aceleração de negócios.
O Unifor Hub mantém parcerias estratégicas com empresas, como M. Dias Branco, instituições de ensino, órgãos governamentais e organizações da sociedade civil, visando ampliar seu alcance e impacto. Algumas das principais colaborações incluem alianças com o setor privado para fornecer recursos e apoio financeiro, parcerias com universidades e centros de pesquisa para promover a inovação tecnológica, e colaborações com incubadoras e aceleradoras de startups para compartilhar boas práticas e experiências. 

## Atividades e Programas
Entre as atividades e programas desenvolvidos pelo Unifor Hub estão:
- Bootcamps de Startups: É um programa voltado para fornecer workshops, mentorias sobre os temas abordados, com certificações para os participantes, ensinando aos seus inscritos a fazerem suas startups e a terem sucesso com elas da melhor forma.[6]
- Programas de Aceleração e Pré-Aceleração: Programa de um ano com mentorias e acompanhamento para negócios digitais que já faturam e querem crescer, captar investimento e escalar e o de pré-aceleração é programa de quatro meses com workshops, mentorias e acompanhamento para negócios digitais que estão começando e querem validar seus produtos, planejam um crescimento gradativo das empresas que estiverem inscritas em seus projetos, dando suporte para esse crescimento de forma inteligente.[7]
- Workshops, palestras e eventos de networking. [8]
- Mentoria e suporte técnico para empreendedores: Ajudando com questões que sujem no dia dia e a como melhorar certos problemas encontrados no percurso da jornada do empreendedorismo. [9]
- Incubação de startups promissoras: Programa de até dois anos com mentorias e acompanhamento para empresas de base tecnológica (hardware, biotech, nanotech, entre outras), impactando de forma positiva pequenos empreendedores que ainda não sabe como administrar da melhor maneira a sua empresa.[10]
- Hackathons e competições de inovação: São projetos que fomentam a criatividade, com o objetivo desenvolver projetos que reflitam positivamente na sociedade.[11]